# 2909 Hoshi-no-ie
2909 Hoshi-no-ie је астероид главног астероидног појаса. Приближан пречник астероида је 21,5 ,
а средња удаљеност астероида од Сунца износи 3,017 астрономских јединица (АЈ).
Инклинација (нагиб) орбите у односу на раван еклиптике је 11,441 степени, а орбитални период износи 1914,303 дана (5,241 година). Ексцентрицитет орбите астероида износи 0,119.
Апсолутна магнитуда астероида износи 10,9 а геометријски албедо 0,167.
Астероид је откривен 9. маја 1983. године.